# Grunnefjorden
Grunnefjorden er en fjordarm af Harøyfjorden i Aukra og Molde kommuner i Møre og Romsdal fylke i Norge. Fjorden går 10 kilometer mod øst ind til Julsundet i enden af fjorden. Fjorden ligger mellem øerne Gossa i Aukra i nord og Otrøya i Molde i syd. Fjorden har indløb mellem Lyngvær i nord og Tangen på Otterøya i syd. I øst ligger holmene Kjerringholmen, Flatholmen, Forholmen og Bollholmen mellem fjorden og Julsundet på anden siden. Mellem Kjerringholmen og Gossa ligger Kjerringsundet.
Grenda Tangen ligger yderst i fjorden på sydsiden og lige øst for Tangen går  Råkvågen  3,5 km mod syd til Rakvåg.